# Halophila stipulacea
Halophila stipulacea är en dybladsväxtart som först beskrevs av Peter Forsskål, och fick sitt nu gällande namn av Paul Friedrich August Ascherson. Halophila stipulacea ingår i släktet Halophila och familjen dybladsväxter. IUCN kategoriserar arten globalt som livskraftig. Inga underarter finns listade.